# Site archéologique du Mont-Saint-Germain
Le site archéologique du Mont-Saint-Germain est un site archéologique situé dans la commune française de Châtel-Saint-Germain, en Moselle.

## Situation
Le site, un éperon barré dominant la vallée de la Moselle, se situe à l'ouest de l'agglomération de Metz. L'éperon barré, avec fossé et rempart de terre, domine la vallée à 306 mètres d'altitude.

## Histoire du site
Le site du Mont-Saint-Germain comprend des traces d'occupation humaine allant de la préhistoire jusqu'au XVIe siècle.

### Époques protohistorique et antique
Le mont Saint-Germain est occupé dès le 4e millénaire avant Jésus-Christ (néolithique moyen II et néolithique final). S'y implante ensuite, un important site fortifié celtique, ou oppidum, pendant l'Âge du fer, non loin de Divodurum, chef-lieu des Médiomatriques. Au IIe siècle et au Ier siècle avant notre ère, une occupation celtique perenne est en effet attestée par les fouilles à Châtel-Saint-Germain, où des lingots-barres métalliques (La Tène II) et de la céramique caractéristique de l'époque laténienne (La Tène III) ont été trouvés. 
L'occupation du site se poursuit à l'époque gallo-romaine, ainsi que durant l'Antiquité tardive.

### Époque médiévale

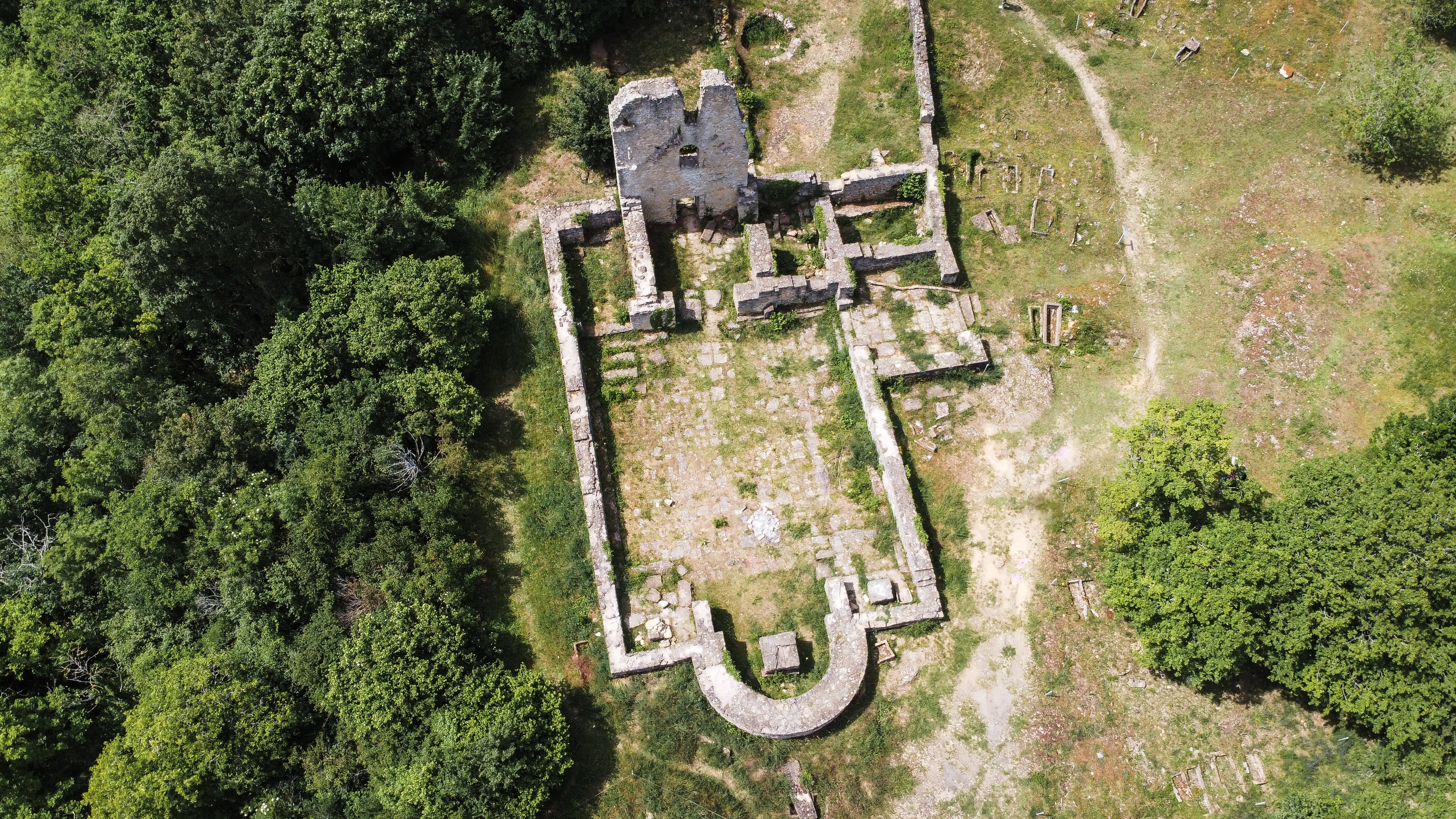
Vue aérienne du site en 2020.

À l'époque mérovingienne, dès la fin du VIe siècle et au début du VIIe siècle, le site connaît une forte activité funéraire, liée à l'implantation d'un prieuré mérovingien.
Les parcelles B 207, 210, 212, le lieu-dit Saint-Germain, 58, 60, 62, le lieu-dit Le Pas d’Âne, 251, le lieu-dit Saint-Germain, 203, 209, le lieu-dit La Macherette, 59, le lieu-dit Le Pas d’Âne, 199, le lieu-dit La Macherette sont inscrits au titre des monuments historiques par arrêté du 26 novembre 1993. Les parcelles B 66, 67, 69, le lieu-dit Le Pas d’Âne, 216, 224, 229, le lieu-dit La Macherette sont inscrits au titre des monuments historiques par arrêté du 10 mai 1995. Les parcelles B 56, 57, 61, 63, 64, 68, le lieu-dit Le Pas d’Âne, 185, le lieu-dit Saint-Germain, 186 à 188, 190, le lieu-dit La Macherette, 191, 201, le lieu-dit Saint-Germain, 192 à 194, 197, 198, 200, 202, le lieu-dit La Macherette, 204, 206, 208, 211, le lieu-dit Saint-Germain, 213, 218 à 220, 222, 223, 226, 228, le lieu-dit La Macherette, 231 à 235, 237 à 244, 246, 252, 253, 255, 261 à 264, le lieu-dit Saint-Germain, 708, le lieu-dit Les Grandes Friches sont classés au titre des monuments historiques par arrêté du 17 mars 2003. 
L'occupation se poursuit aux VIIIe siècle et IXe siècle, comme l'atteste la nécropole du prieuré, où se trouvent à la fois des sépultures en caissons, montées avec des fragments de sarcophages plus anciens, utilisés en remploi, et des sarcophages monolithiques, avec alvéole céphalique, typiques du IXe siècle.

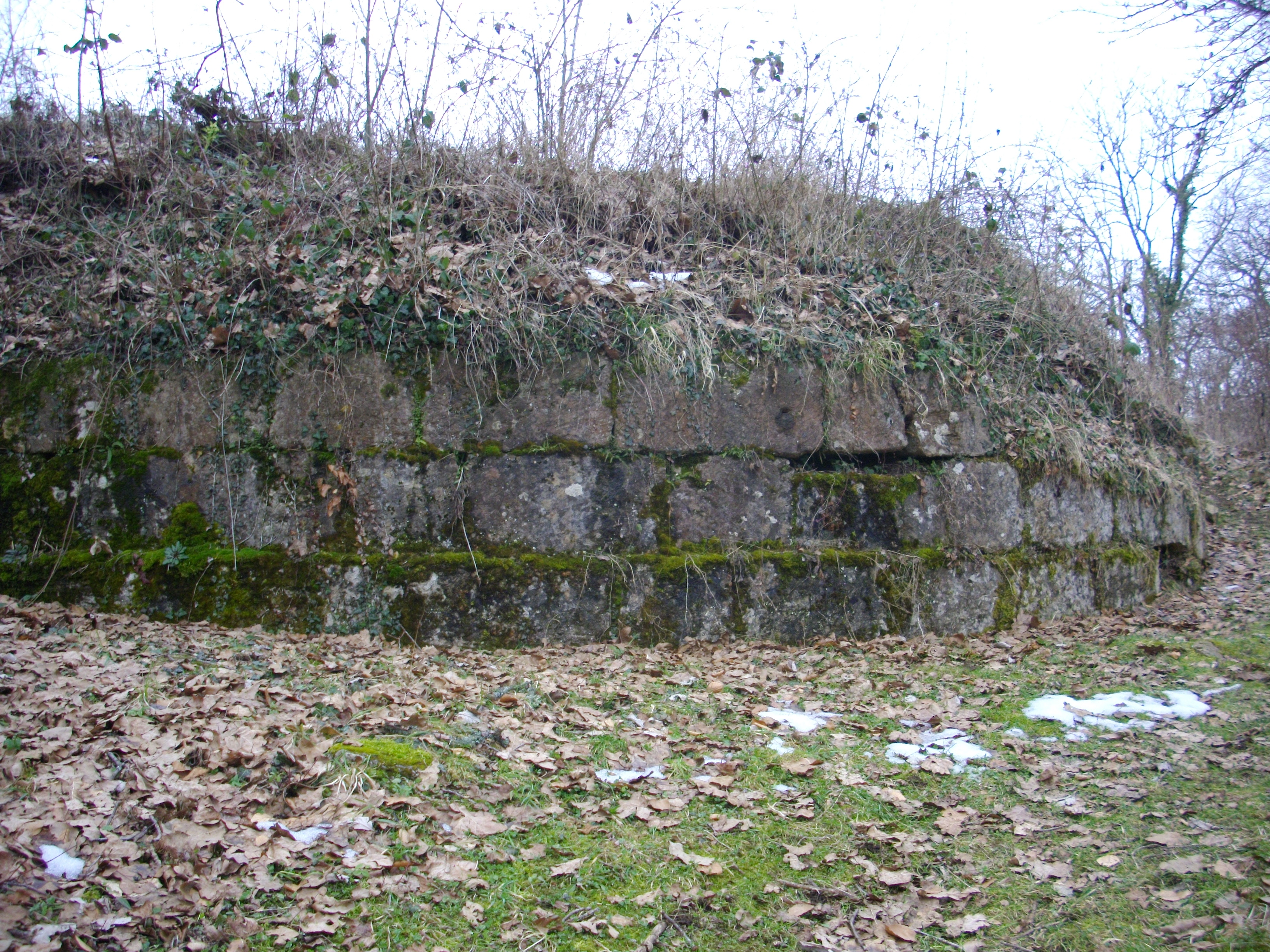
Ruines du château.

Alors que le prieuré est partiellement reconstruit à son emplacement initial, au sud-ouest de l'éperon barré, un château fort est construit à proximité, sans doute au XIIe siècle. Leurs vestiges sont visibles sur place, parmi des structures domestiques et artisanales éparses. Le château fut pris et rasé lors de la Guerre des Amis, qui opposa de 1231 à 1234, l’évêque de Metz Jean Ier d’Apremont, aux habitants de Metz, au duc Mathieu II de Lorraine et au comte Henri II de Bar.